# سغندل
سغندل هي قرية في مقاطعة ورزقان، إيران. عدد سكان هذه القرية هو 157 في سنة 2006.